# خبرگزاری قبرس
خبرگزاری قبرس (انگلیسی: Cyprus News Agency) (مخفف انگلیسی: CNA)، خبرگزاری رسمی جمهوری قبرس است.
خبرگزاری قبرس در ۱۶ فوریه ۱۹۷۶ تاسیس شده است. 
خبرگزاری قبرس با فروش محصولات خبری و همچنین کمک های دولتی اداره می شود.
در حال حاضر، این خبرگزاری به زبان های یونانی، ترکی، عربی و انگلیسی خبر منتشر می کند. 
این خبرگزاری، عضو اتحادیه خبرگزاری های کشورهای اروپایی (EANA).